# Replica

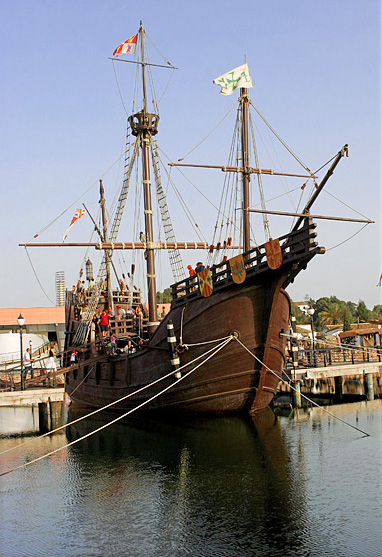
Replica van de Santa María, het schip van Christoffel Columbus.

Een replica is een nauwkeurige kopie van een voorwerp. 
Zo worden er replica's van archeologica, schilderijen, beeldhouwwerken, auto's en historische gebouwen gemaakt. Replica's van kunstvoorwerpen worden getoond, omdat het originele voorwerp op een speciale manier moet worden bewaard. Dit is dan te kostbaar of te kwetsbaar om te tonen. Een voorbeeld zijn de rotstekeningen van Lascaux. Grote bouwwerken die bij bijvoorbeeld militaire conflicten verloren gingen worden soms ook als replica's herbouwd, zoals het Birmese Paleis van Mandalay.
Replica's van kunstvoorwerpen worden ook gemaakt omdat die goedkoper (en eventueel beter verkrijgbaar) zijn dan het origineel. De Chinese plaats Dafen staat bekend om de grote productie van geschilderde replica's van schilderijen. Jaarlijks worden er rond vijf miljoen geproduceerd. Dafen is daarmee goed voor 60 procent van de wereldproductie aan replicaschilderijen.
Replica's van apparaten van historisch belang worden vaak gemaakt om ze tentoon te stellen, omdat het oorspronkelijke voorwerp verloren is gegaan of niet beschikbaar is. Zo bevinden zich in een luchtvaartmuseum replica's van de eerste vliegtuigen. Van het VOC-schip de Batavia is getracht een replica te bouwen. Officieel is het echter een zeer goede reconstructie, net als vele -herbouwde- historische schepen.
Musici die oude muziek op een authentieke wijze willen uitvoeren, gebruiken wel replica's van oude instrumenten, bijvoorbeeld van een viola da gamba, een fortepiano of een klavecimbel. 
Soms worden replica's gemaakt als "eerbetoon" aan de prestaties van een bepaald persoon, bijvoorbeeld een auto- of motorcoureur. Er worden zowel replica-motorfietsen van bekende racemotoren als replica-helmen verkocht.
Een replica van een wapen valt onder de Wet wapens en munitie als deze zodanig op een wapen lijkt dat hij voor bedreiging of afdreiging geschikt is.